# Sportklub (tv-csatorna)

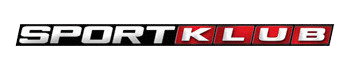
A csatorna logója 2006. január 2-től 2012. május 18-ig

 A Sportklub (jellegzetes írásmódja: SportKlub) egy sportra szakosodott európai tévécsatorna volt, amely Magyarországon 2006. január 2. és 2016. április 30. között sugározta adását. Egyes európai országokban tovább működött, vagy működik a mai napig is.

## Története
A Sportklubot 2006. január 2-án indította el az RTL Klubhoz köthető IKO Media Group mint tematikus sportcsatornát. Kezdetben a 2006-os labdarúgó-világbajnokság néhány mérkőzését, valamint a Bundesliga, a Bundesliga 2 és az angol Premier League mérkőzéseit sugározta.

A nagyobb siker érdekében 2007. szeptember 25-én elindult a Sportklub+ is, amely csak és kizárólag labdarúgást közvetített. Az indulás előtt egy román hírportál szerint a csatorna Sportklub Premium néven indult volna, de a csatornát a 2007 szeptemberi indulását követően a nevét elvetették. 2009. október 15-én a tulajdonos megszüntette Magyarországon ezt a csatornát. A UPC 2009 augusztusában kivette, és a – szintén az akkori IKO-hoz tartozott – The Fishing and Hunting Channel vette át a helyét. A közlemény:
Nagyon örülök, hogy sikerült hosszú távra megállapodni a Szövetséggel a kézilabda-mérkőzések közvetítési jogairól. Az élesedő versenyben október közepétől egy csatornára koncentráljuk meglévő és új tartalmainkat. Így megszűnik a SportKlub+, amelynek helyén október 15-től a két népszerű szabadidősporttal (horgászat és vadászat) foglalkozó The Fishing and Hunting Channel lesz fogható. Biztosak vagyunk benne, hogy a kézilabdának és a többi frissen megszerzett sportjognak köszönhetően a SportKlub Magyarországon is a sportcsatornák piacának meghatározó szereplője marad, pozíciói tovább erősödnek majd.
2011. augusztus 1-én szélesvásznú adásra váltott.
2012-ben megvették az olasz és a francia labdarúgó-bajnokság mérkőzéseinek a közvetítési jogát, létrejött több saját gyártású műsor, például a MezTelenül, a Beszólás, a Padlógáz, az a'la Car és a Sportklub Híradó. Még ezen év május 18-án arculatot és logót is váltott.
2014-ben tulajdonosváltáson esett át a Sportklub, az adót az Ayudate Holding, majd rövidesen a Tematic Media Group vette meg, amely rögtön első intézkedésként kivette a csatorna kínálatából a Serie A-mérkőzéseket (Az egyik internetes portál szerint az új tulaj döntéséről a kommentátorok és a szerkesztők csak reggel értesültek, hogy nem ők közvetítik a Lazio-Roma és a Napoli-Milan összecsapást). Az olasz és francia bajnokság ezután még egy szezonon át maradt, de csak a harmadik, negyedik választás volt a Sportklubé a DIGI Sport meccsei után, majd a futball eltűnt a képernyőről a többi labdajátékkal együtt.
A 2015. július 18-adikán indult M4 Sport is elcsábított néhány ismert személyiséget a Sportklubtól (köztük Horti Gábort és Zelenyánszky Balázst), a Sportklub Híradó is megszűnt, ennek ellenére több produkciót is elindítottak (3 menet Havas Henrikkel, Aranylövés Puzsérral, Sportklub Open).
A csatorna magyarországi adásváltozatának sugárzása 2016. április 30-án megszűnt, melyet az év március 8-án jelentettek be. Sok létjogosultsága már nem volt a csatornának, közvetítési jogokkal nem bírt, javarészt csak magazinműsorok ismétléseit adta, miután 2015. december 25-én a Fehérvár AV19 és a Sportklub közös megegyezéssel felbontotta 2017-ig érvényes szerződését.
A csatorna megszűnését már korábban megjósolta több jel is, miután több szolgáltató is kivette a kínálatából a csatornát. Romániában már régebben megszűnt. Lengyelországban, Szerbiában, Szlovéniában és Horvátországban továbbra is működik, van olyan ország, ahol más néven.
Csatornahangja 2006–2010-ig Szatory Dávid, 2010–2015-ig Kőszegi Ákos, majd a megszűnésig Ladola József volt.

## Közvetítései
Labdarúgás:
- UEFA Bajnokok Ligája
- UEFA Európa Liga
- UEFA Konferencia Liga
- UEFA Szuperkupa
- Angol labdarúgó-bajnokság (Premier League)
- Német labdarúgó-bajnokság (Bundesliga, Bundesliga 2)
- Francia labdarúgó-bajnokság (Ligue 1, Ligue 2)
- Spanyol labdarúgó-bajnokság (La Liga)
- Olasz labdarúgó-bajnokság (Serie A)
- Orosz labdarúgó-bajnokság (Premjer-Liga)
- Argentin labdarúgó-bajnokság (Primera Division)
- Brazil labdarúgó-bajnokság (Brasileirão)

Motorsport:
- Formula–1 (Ismétlések 2007 és 2011 között)
- DTM (2011-2012)
- IndyCar Series (2006-2009, 2012)
- NASCAR (2012-2013)
- Le Mans-i 24 órás autóverseny (2007)
- Formula–3 (2011)
- WEC (Összefoglalók 2012-ben és 2014-ben)
- International Superstars Series (2011-2012)
- NHRA (Összefoglalók 2006 és 2009 között)
- Dubai 24 órás autóverseny (2014)
- Volkswagen Scirocco Kupa (2011)
- Német SEAT León Kupa (2011)
- Superstars GT Sprint Series (2011)

Jégkorong:
- NHL
- EBEL (Legtöbbször a Fehérvár AV19 mérkőzései)

Kosárlabda:
- Kosárlabda Bajnokok Ligája
- Magyar férfi kosárlabda-bajnokság
- Magyar női kosárlabda-bajnokság
- NBA
- Spanyol férfi kosárlabda-bajnokság

Kézilabda:
- Magyar férfi kézilabda-bajnokság
- Magyar női kézilabda-bajnokság

Baseball:
- Major League Baseball

## Magazinműsorai
Saját gyártású:
- SportKlub Híradó (napi 4 adás)
- Beszólás (Horti Gáborral és Léderer Ákossal)
- SportKlub Kézilabda magazin
- TrollFoci TV
- MezTelenül
- 3 menet Havas Henrikkel
- Dodzsem
- Szurkolók kérték (Kovács „Kokó” Istvánnal)
- Calcio (olasz bajnoki magazinműsor)
- 4Ütem (Autósmagazin)
- Tipster
- Ki a Jani? (Horti Gáborral és Fiala Jánossal)
- a'la CAR (Autósmagazin)
- Oh, lá lá (francia bajnoki magazin Cookyval és Horti Gáborral)
- Padlógáz
- Muay Thai Mania
- F&H műsor
- Horti angyalai
- Helló, angyalok
- Sport Klub Open (teniszmagazin)
- Aranylövés Puzsérral

Nem saját gyártású műsorok:
- Arsenal TV
- Barca TV
- Bayern TV
- Fradi TV
- Football Headliners
- Inside Line
- Inside Grand Prix
- Mobil 1 The Grid
- Africa Race Road Movie
- Nitro Circus
- Gymkhana Grid
- World of Freesports
- Red Bull Cliptomaniacs
- Red Bull Ultimate Rush
- Red Bull Hell's Gate
- Red Bull Mission to the Edge of Space
- Red Bull Romaniacs
- Jungle Hooks India
- Gilette World Sport
- Fit HD
- Fitt Sport
- Vízvonalban